# Aeschynanthus phaeotrichus
Aeschynanthus phaeotrichus är en tvåhjärtbladig växtart som beskrevs av Rudolf Schlechter. Aeschynanthus phaeotrichus ingår i släktet Aeschynanthus och familjen Gesneriaceae. Inga underarter finns listade i Catalogue of Life.